# Ṡ
Ṡ, ṡ (або ẛ ) — літера розширеного латинського альфабету, утворена буквою S з додаванням крапки вгорі.
В ірландській ортографії крапка використовувалася лише для ẛ і ṡ, тоді як наступне h використовувалося для ch ph th; лення інших листів не вказано. Пізніше ці дві системи поширилися на весь набір приголосних, що придатні, і конкурували одна з одною. Зрештою, стандартною практикою стало використання крапки при написанні ґельським шрифтом і наступного h при написанні антиква. Таким чином, ċ і ch представляють той самий фонетичний елемент у сучасній ірландській мові.

## Використання різними мовами

### Емільяно-романьйольська
Ṡ використовується в емільяно-романьйольській для позначення [z], наприклад, faṡû [faˈzuː] «боби».